# Libáňský habr
Libáňský habr byl památný strom bizarního vzrůstu, který rostl v lese Bažantnice nedaleko městečka Libáň. Zanikl v březnu 2019.

## Základní údaje
- název: Libáňský habr, habr Na horách
- výška: ?
- obvod: neměřitelný ve výčetní výšce, u země 569 cm
- věk: přes 400 let (podle pověsti)
- souřadnice: 50°23′2.30″N 15°13′29.00″E

## Stav stromu a údržba
Strom byl původně součástí bažantnice. Jeho větve proto byly sestřihávané a tvarované, aby rostl do šířky, houstl a poskytoval úkryt bažantům. V roce 2012 byl popisován jako působivý polykormon asi 12 kmenů.

## Historie a pověsti
Pod habrem se scházívali chudý Jiřík a mlynářovic Andulka. Starý mlynář ale jejich vztahu nepřál, chtěl dceru provdat za panského myslivce, a tak zařídil, aby Jiříka odvedli na vojnu. Buďto byla náhoda, nebo snad osud, ale stalo se, že Kapounův pluk, u kterého Jiřík sloužil, byl ubytovaný právě v Libáni. Jiřík a Andulka se znovu začali scházet. Žárlivý myslivec Jan Petržílka si na Jiříka počkal v lese a po hádce ho u habru zastřelil. Štěstí mu ale jeho čin nepřinesl, v obecní kronice se můžeme dočíst, že 6. března 1646 byl sťat starohradský myslivec Jan Petržílka, protože zastřelil rejtara Jiřího Skřivánka...

## Památné a významné stromy v okolí
- Libáňská borovička (700 m V od habru)
- Libáňská lípa (900 m V od habru)
- Žižkův buk (Libáň) (zanikl)
- Duřtův dub (Libáň)
- Kozodírský Dub (4,5 km JZ)